# ناامیدم نکن (ترانه)
«"ناامیدم نکن"» (به انگلیسی: Don't Let Me Down) ترانه‌ای از گروه دی جی آمریکایی د چینسموکرز (The Chainsmokers) است. این آهنگ در ۵ فوریه ۲۰۱۶ از طریق Disruptor و کلمبیا رکوردز منتشر شد
در این آهنگ از صدای خواننده آمریکایی دایا استفاده شده است.
این آهنگ پنجمین تک آهنگ برتر ایالات متحده شد. همچنین در جدول ده آهنگ برتر کشورهای استرالیا، اتریش، کانادا، آلمان، نیوریلند، سوئد و انگلستان جای گرفت.
در ۱۲ فوریه ۲۰۱۶ ، این آهنگ جایزه ی Best Dance Recording (جوایز گرمی) را برای دایا به ارمغان آورد .